# Route 310 (Terre-Neuve-et-Labrador)
Pour les articles homonymes, voir Route 310.
La route 310 est une route tertiaire de la province de Terre-Neuve-et-Labrador, située dans le nord-est de l'île de Terre-Neuve, au nord du parc national Terra Nova. Elle est une route faiblement empruntée, desservant la région de Glovertown. Route nommée Station Rd., Main St. et Church Rd., elle mesure 36 kilomètres, et est une route asphaltée sur l'entièreté de son tracé.

## Tracé
La 310 débute à la sortie 25 de la Route Transcanadienne, la route 1, à l'ouest de Glovertown. Elle commence par se diriger vers l'est sur 11 kilomètres, en traversant Glovertown et Traytown, puis elle frôle la frontière nord du parc national Terra Nova sur 5 kilomètres environ. Elle rejoint ensuite Eastport plus à l'est, puis elle suit la rive de la baie Eastport pour 11 kilomètres. Elle se termine sur un cul-de-sac à Salvage.

## Attrait
- Salvage Fisherman's Museum

## Communautés traversées
- Glovertown
- Glovertown South
- Traytown
- Sandringham
- Eastport
- Salvage